# Bernadette Baltis
Bernadette Baltis-Weber (* 1951) ist eine Schweizer Grafikerin und Briefmarkenkünstlerin.
Sie hat eine Ausbildung an der Kunstgewerbeschule Zürich absolviert und lebt in Uerikon ZH.
Für die Schweizer Post hat sie 48 Briefmarken gestaltet, ausserdem zwei für die Deutsche Post (Michel-Nr. 2691). 
Ihr Dreierblock „Eiger-Mönch-Jungfrau“ aus dem Jahre 2006 (Michel-Nummern 1966 bis 1968) wurde 2007 zur schönsten Briefmarke Europas gewählt, die Marke mit dem Motiv "Bienen" erreichte im gleichen Wettbewerb Jahre später den zweiten Rang.